# گروسرایدنتال
گروسرایدنتال (به آلمانی: Großriedenthal) یک منطقهٔ مسکونی در اتریش است که در ناحیه تولن واقع شده‌است. گروسرایدنتال ۱۸٫۸۳ کیلومتر مربع مساحت دارد ۲۷۷ متر بالاتر از سطح دریا واقع شده‌است.